# Acacia empelioclada
Acacia empelioclada é uma espécie de leguminosa do gênero Acacia, pertencente à família Fabaceae.